# Bílov (okres Plzeň-sever)
Bílov (německy Bilau) je obec v okrese Plzeň-sever v Plzeňském kraji. Žije v ní 90 obyvatel. Obec je součástí Mikroregionu Kralovicko.

## Poloha
Vesnice se rozkládá v nadmořské výšce 560 metrů na jihovýchodním úpatí kopce Bukovce v Žihelské pahorkatině. Bílov leží 5,5 kilometru severozápadně od Kralovic.

## Historie
Ves byla pravděpodobně založena mezi roky 1175 a 1197 z pověření plaského kláštera. Své jméno získala po svém zakladateli Bílovi. Ves čítala 16 nájemných rolníků, roku 1404, kdy je ves poprvé písemně připomínána, získali rolníci od opata Bohumíra právo zákupní na obhospodařovanou půdu.
Roku 1419 začaly husitské války, během kterých byl vypleněn klášter v sousedním Potvorově a roku 1420 i samotný plaský klášter. Osiřelý klášter nepřinášel králi Zikmundovi žádný zisk a tak jej spolu s Kralovicemi a 14 vesnicemi včetně Bílova připsal bratřím Hanušovi a Bedřichovi z Kolovrat. Bratří byli nepřáteli Táborů a sirotků, kteří roku 1425 vtrhli do kraje a jejich majetek vyplenily. V Bílově shořely 4 z 16 statků, dva z nich byly obnoveny teprve roku 1570.
Po smrti Bedřicha z Kolovrat roku 1432 připadl Bílov k Hanušově krašovskému panství a Bílov zůstal v držení Hanuše až do jeho smrti. Jeho syn a dědic Hanuš II. z Kolovrat, toho času probošt kapituly pražské a administrátor arcibiskupství, roku 1480 postoupil Újezd s dalšími vesnicemi a polovinou městečka Kralovic nazpět plaskému klášteru za 1 600 kop. K roku 1556 byl Bílov jednou z pěti vsí, které byly v majetku kláštera. V roce 1558 bylo v Bílově uváděno 12 usedlostí, za třicetileté války byla ves z části poničena.
Ke klášteru ves patřila s malými přestávkami až do jeho zrušení roku 1785, poté přešla do správy Náboženského fondu. Roku 1826 koupil plaské panství i s Bílovem kancléř kníže Metternich. V letech 1909 a 1931 postihly katastrofální požáry celý Bílov a většina dřevěných stavení s doškovými střechami shořela.

## Obyvatelstvo
| Rok            | 1869 | 1880 | 1890 | 1900 | 1910 | 1921 | 1930 | 1950 | 1961 | 1970 | 1980 | 1991 | 2001 | 2011 | 2021 |
| -------------- | ---- | ---- | ---- | ---- | ---- | ---- | ---- | ---- | ---- | ---- | ---- | ---- | ---- | ---- | ---- |
| Počet obyvatel | 248  | 234  | 237  | 202  | 213  | 209  | 200  | 148  | 137  | 122  | 96   | 75   | 81   | 76   | 75   |
| Počet domů     | 29   | 30   | 32   | 32   | 32   | 32   | 37   | 37   | 34   | 35   | 31   | 31   | 32   | 24   | 33   |

## Obecní správa
Mezi lety 1850–1985 Bílov byl obcí v okrese Kralovice (1869–1930), posléze v okrese Plasy (1950) a později v okrese Plzeň-sever. Od 1. července 1985 do 31. prosince 1992 patřil jako část města ke Kralovicím a od 1. ledna 1993 je opět samostatnou obcí, ale Bukovina, Řemešín a Trojany již zůstaly součástí Kralovic. V letech 1850–1890 a od 1. ledna 1976 do 30. června 1985 k obci patřil Sedlec a od 1. ledna 1976 do 30. června 1985 také Bukovina, Potvorov, Řemešín, Trojany a Vysoká Libyně.

## Pamětihodnosti
- Kaple z roku 1882
- Kamenné baby s vytesanými kříži
- Dřevěná sýpka čp. 17
- Boží muka z 1549 se smírčím křížem v sousedství

## Rodáci
- Matěj Ondřej Kondel – stavitel plaského kláštera

## Okolí
Bílov sousedí na východě s vesnicí Vysoká Libyně, na jihu se Sedlcem a na západě s Potvorovem. Jihovýchodně od vsi pramení Sedlecký potok, na severu je hranice přírodního parku Jesenicko.

## Galerie

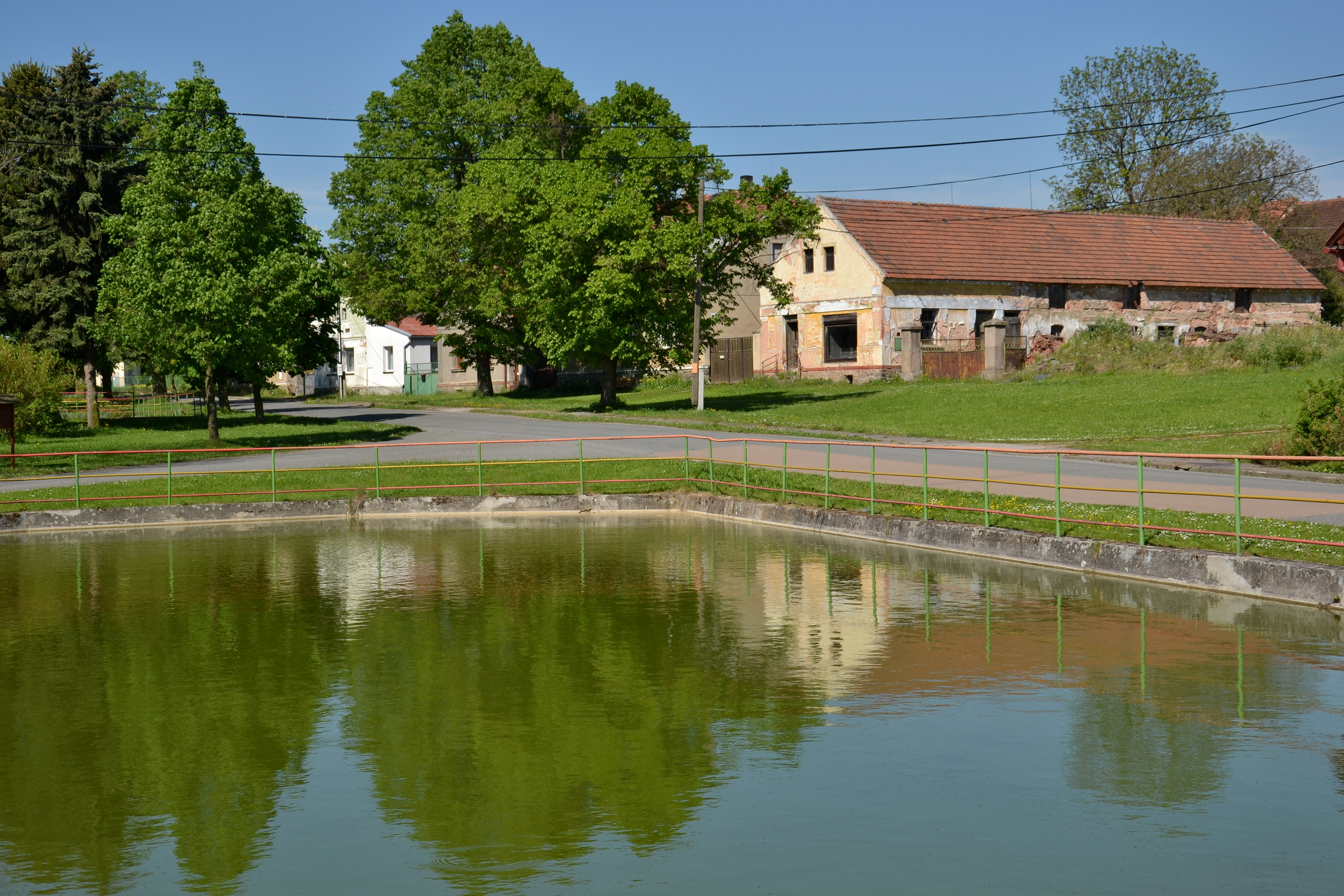
Severozápadní část návsi
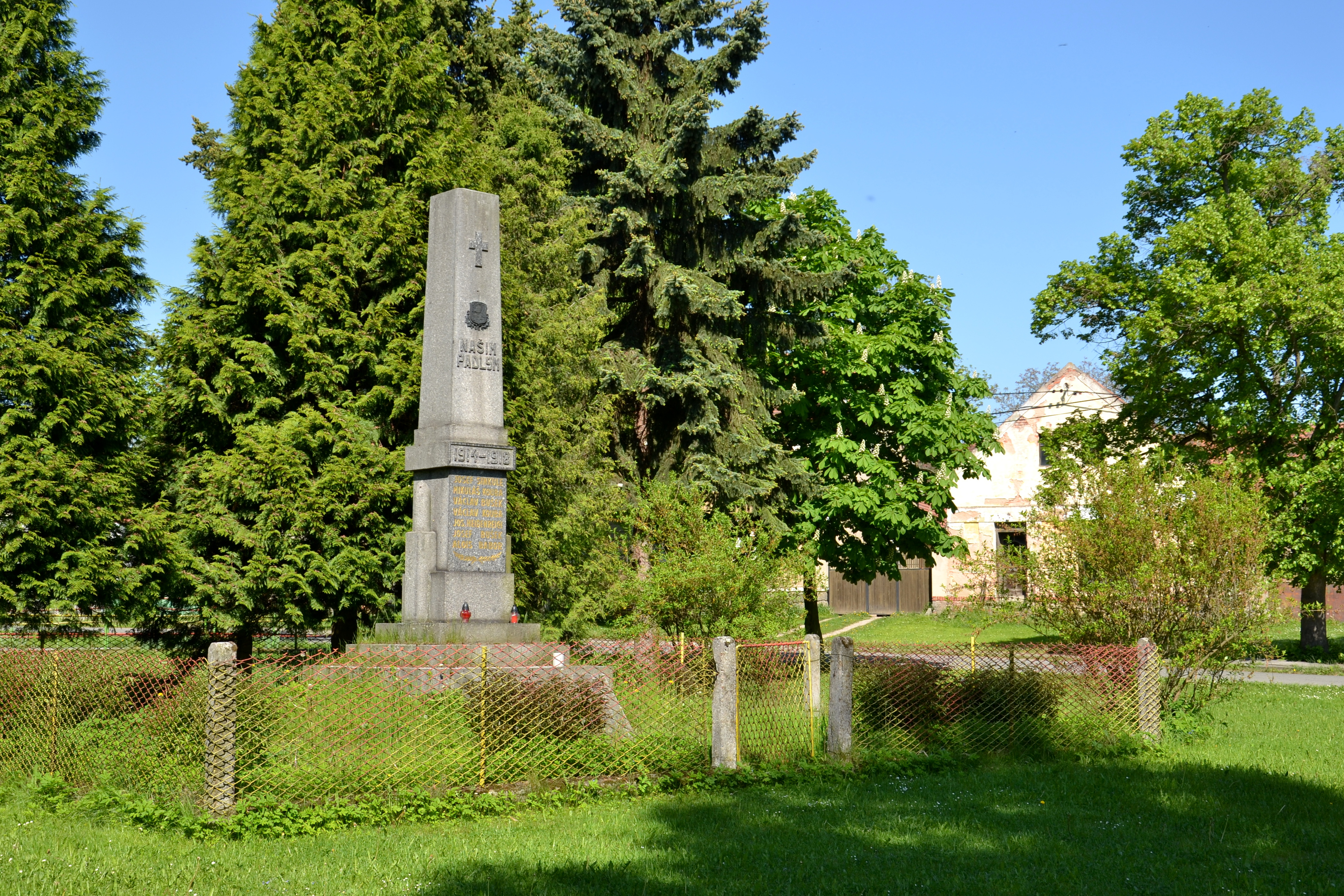
Pomník padlým v první světové válce
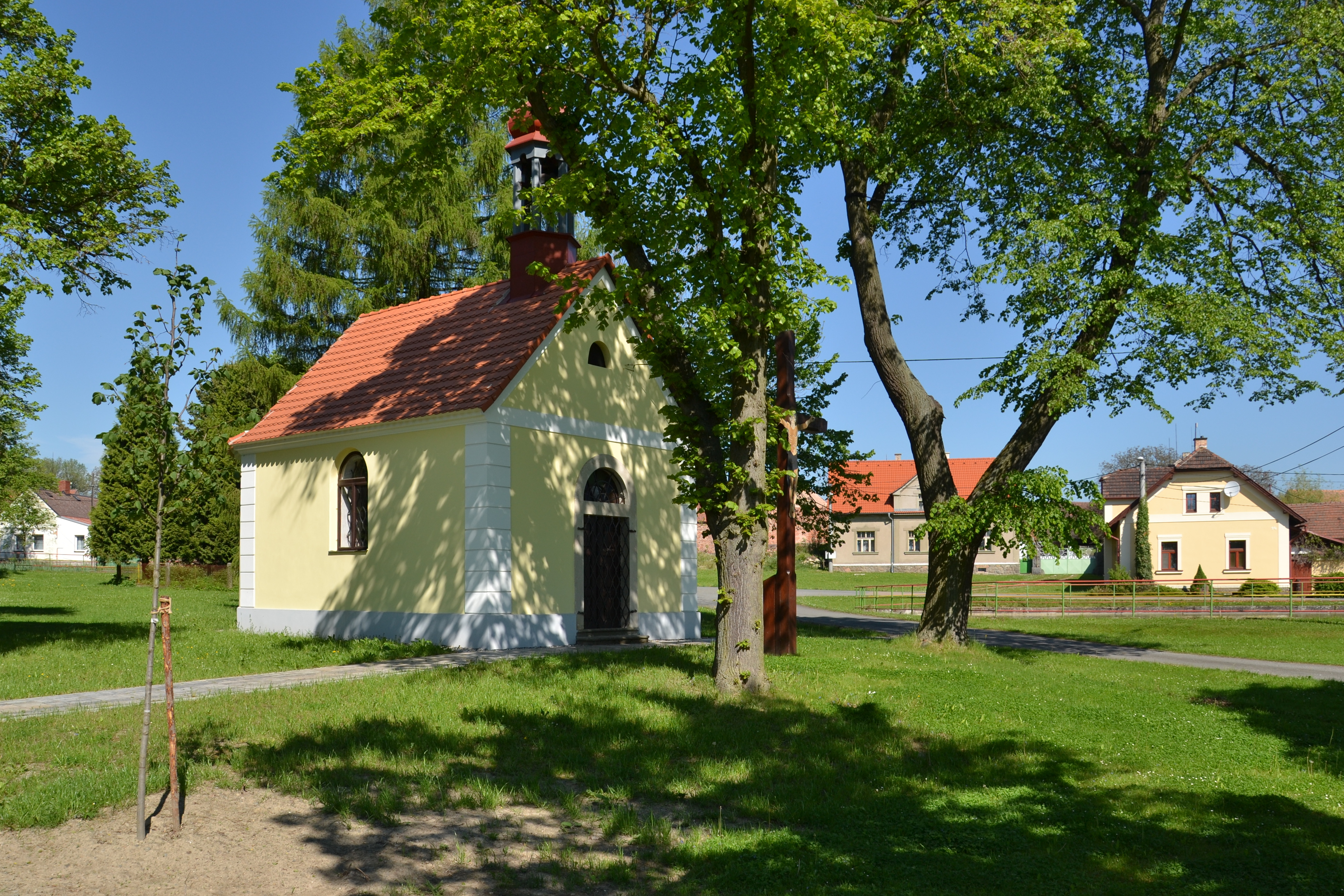
Kaple
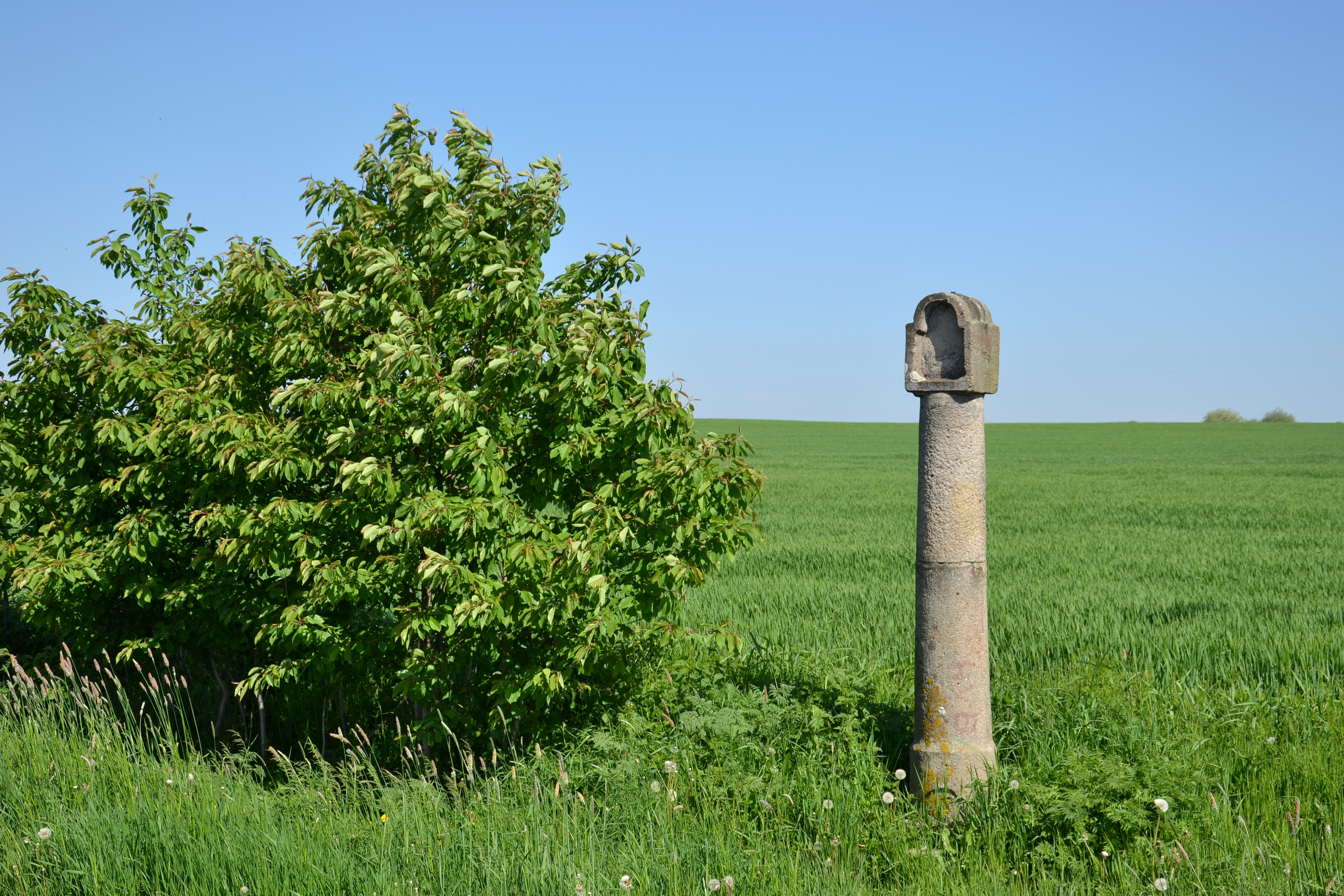
Boží muka u silnice do Vysoké Libyně
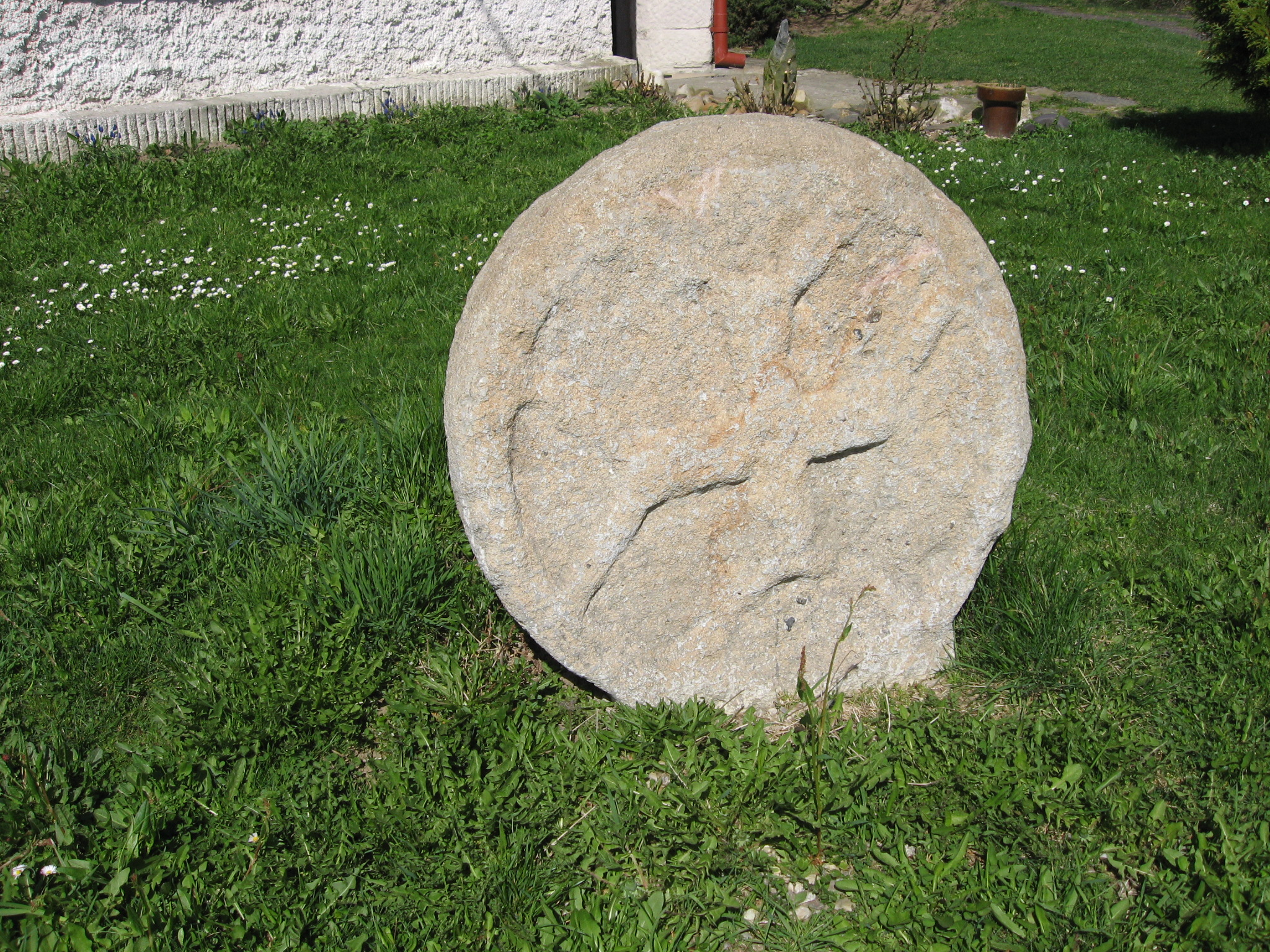
Hraniční kámen